# بيل لانج (لاعب كرة قاعدة)
بيل لانج (بالإنجليزية: Bill Lange)‏ هو لاعب كرة قاعدة أمريكي، ولد في 6 يونيو 1871 في سان فرانسيسكو في الولايات المتحدة، وتوفي بنفس المكان في 23 يوليو 1950.

## وصلات خارجية
- بيل لانج على موقعبيزبول رفرنس.كوم (الدوري الرئيسي) (الإنجليزية)